# Owen Wingrave (nouvelle)
Owen Wingrave (Owen Wingrave) est une nouvelle fantastique d'Henry James, parue en novembre 1892 dans l'édition de Noël du magazine The Graphic, et reprise l'année suivante en volume chez Osgood, McIlvaine, à Londres, et Harper, à New York.
Cette nouvelle fantastique appartient au sous-genre des histoires de fantômes. 
En 1971, Benjamin Britten fait de cette nouvelle le sujet d'un opéra homonyme : le refus de faire la guerre d'Owen Wingrave correspondant à l'engagement pacifique du compositeur britannique à l'époque de la Guerre du Viêt Nam.

## Résumé
Descendant d’une famille d’illustres soldats, le jeune Owen Wingrave est un orphelin entretenu par sa tante. Inscrit à l’académie militaire, afin de suivre les traces de ses ancêtres, il ne ressent nul goût à endosser la carrière des armes et informe Spencer Coyle, son instructeur, qu’il entend s’en décharger. Réunis en hâte à Paramore, la grande demeure des Wingrave, un conseil de famille et Lechmere, le meilleur ami d'Owen, tentent d'exercer une pression morale sur le jeune homme pour le contraindre à reprendre ses études. Ainsi, les attaques sournoises sur sa lâcheté se multiplient tant et si bien de la part de ses proches, que le jeune homme comprend qu’il doit en réponse accomplir un geste de bravoure s’il veut faire taire les sarcasmes et assurer sa liberté. Kate, une parente pauvre, lui suggère de passer une nuit dans la pièce blanche du manoir, qu’on dit hantée depuis la mort suspecte en ce lieu d’un Wingrave.

## Traductions françaises
- Owen Wingrave, traduit par André-Charles Cohen, dans Les Amis des amis : et autres nouvelles, choisi et présenté par Jorge Luis Borges, Paris, Retz, coll. « La Bibliothèque de Babel » no 8, 1980 ; réédition, Paris, FMR, coll. « La Bibliothèque de Babel » no 4, 2006
- Owen Wingrave, traduit par Jacques Finné, dans Owen Wingrave: et autres nouvelles, Paris, NéO, coll. « Fantastique - Sf - Aventure » no 89, 1983 ; réédition, Paris, Payot et Rivages, coll. « Rivages poche » no 36, 1991
- Owen Wingrave, traduit par Louise Servicen, dans Le Chaperon, et autres nouvelles, Paris, 10/18, coll. « Domaine étranger » no 2635, 1995 ; réédition dans Le Banc de la désolation, et autres nouvelles, Paris, Gallimard, coll. « Folio » no 3373, 2002
- Owen Wingrave, traduit par Jean Pavans, dans Nouvelles complètes, tome III, Paris, Éditions de la Différence, 2008
- Owen Wingrave, traduit par Max Duperray, dans Nouvelles complètes, tome III, Paris, Gallimard, coll. « Bibliothèque de la Pléiade », 2011

## Adaptations
À l’opéra
Owen Wingrave, op. 85, opéra de Benjamin Britten, composé en 1971.
À la télévision
1976 : Un jeune homme rebelle, téléfilm français de Paul Seban, avec Mathieu Carrière, Bernard Giraudeau et Patrick Le Gall

## Sources
- Tales of Henry James: The Texts of the Tales, the Author on His Craft, Criticism sous la direction de Christof Wegelin et Henry Wonham (New York: W.W. Norton & Company, 2003)  (ISBN 0-393-97710-2)
- The Tales of Henry James par Edward Wagenknecht (New York: Frederick Ungar Publishing Co., 1984)  (ISBN 0-8044-2957-X)